# ابو ظلوف
ابو ظلوف منطقه‌ای مسکونی در قطر است که در شهرداری الشمال واقع شده‌است.